# Discografia de Babes in Toyland
Babes in Toyland é uma banda americana de punk rock, formada em 1987 na cidade de Minneapolis, estado de Minnesota. A banda foi formada por Kat Bjelland (vocais e guitarra), Lori Barbero (bateria) e Michelle Leon (baixo), que mais tarde foi substituída por Maureen Herman em 1992. Courtney Love teria tido uma suposta passagem pela banda em 1987, como baixista, até ser expulsa e a formação ser completada 1989.
Entre 1989 e 1995, Babes in Toyland lançou três álbuns de estúdio; Spanking Machine (1990), o sucesso comercial Fontanelle (1992), e Nemesisters (1995), antes da banda entrar em hiato 1997 e eventualmente vim a se separar em 2001. Enquanto a banda foi inspiração para alguns artistas do movimento riot grrrl no noroeste do pacífico, Babes in Toyland não se associou ao movimento.

## Álbuns de estúdio
| Ano  | Título           | Gravadora         | Vendas  |
| ---- | ---------------- | ----------------- | ------- |
| 1990 | Spanking Machine | Twin/Tone Records | 70,000  |
| 1992 | Fontanelle       | Reprise Records   | 220,000 |
| 1995 | Nemesisters      | Reprise Records   | 150,000 |

## Extended plays
| Ano  | Título      | Gravadora        | Vendas |
| ---- | ----------- | ---------------- | ------ |
| 1990 | To Mother   | Southern Records | 50,000 |
| 1993 | Painkillers | Southern Records | 60,000 |

## Coletâneas
| Ano  | Título                                        | Formato                |
| ---- | --------------------------------------------- | ---------------------- |
| 1992 | The Peel Sessions                             | Strange Fruit Records  |
| 1994 | Dystopia                                      | Insipid Records        |
| 2000 | Lived                                         | Almafame               |
| 2000 | Devil                                         | Almafame               |
| 2000 | Viled                                         | Almafame               |
| 2000 | Natural Babe Killers                          | Recall Records         |
| 2001 | Collectors Item                               | Digimode Entertainment |
| 2001 | The Further Adventures of Babes in Toyland    | Fuel 2000 Records      |
| 2004 | The Best of Babes in Toyland and Kat Bjelland | Warner Music Records   |

## Singles
| Year | Título              | Álbum            | Gravadora         |
| ---- | ------------------- | ---------------- | ----------------- |
| 1989 | Dust Cake Boy       | Spanking Machine | Treehouse Records |
| 1990 | House               | (None)           | Sub Pop           |
| 1991 | Handsome and Gretel | Fontanelle       | Insipid Records   |
| 1992 | Bruise Violet       | Fontanelle       | Southern Records  |
| 1993 | Catatonic           | To Mother        | Insipid Records   |
| 1995 | Sweet '69           | Nemesisters      | Reprise Records   |
| 1995 | We Are Family       | Nemesisters      | Reprise Records   |

## Videoclipes
1990   He's My Thing (de "Spanking Machine")

1991   Ripe (de "To Mother")

1992   Bruise Violet (de "Fontanelle")

1992   Won't Tell (de "Fontanelle") 

1993   Istigkeit (de "Painkillers")

1995   Sweet '69 (de "Nemesisters")

1995   We Are Family (de "Nemesisters")